# Kanton Valderiès
Kanton Valderiès (francouzsky Canton de Valderiès) je francouzský kanton v departementu Tarn v regionu Midi-Pyrénées. Tvoří ho osm obcí.

## Obce kantonu
- Andouque
- Crespin
- Crespinet
- Saint-Grégoire
- Saint-Jean-de-Marcel
- Saussenac
- Sérénac
- Valderiès